# Leslie H. Brown
Leslie Hilton Brown OBE (* 1917 in Indien; † 6. August 1980 in Karen bei Nairobi, Kenia) war ein britischer Ornithologe, Agrarwissenschaftler und Ökologe. Sein Forschungsschwerpunkt waren die Greifvögel.

## Leben
Brown hatte schottische Wurzeln und wuchs in Indien sowie im englischen Oundle auf, wo er seine ersten Erfahrungen mit Adlern, dem Angeln und dem Bergwandern sammelte. Nach seinem Bachelor-Abschluss in Zoologie an der University of St. Andrews im Jahre 1936 besuchte er Studiengänge in tropischer Landwirtschaft in Cambridge und am Imperial College of Agriculture in Trinidad. 1940 trat er dem Colonial Agricultural Service in Nigeria bei und 1946 wurde er kenianischer Staatsbürger. 1956 wurde er stellvertretender Direktor für Landwirtschaft und ab 1960 Chefagronom, wobei er für die Behandlung von Problemen zuständig war, die sich aus dem Übergang Kenias von der Kolonie zum unabhängigen Staat ergeben haben. Brown schrieb zahlreiche wissenschaftliche Artikel zur afrikanischen Landwirtschaft und als er 1963 in den Ruhestand trat, wurde er mit dem Order of the British Empire geehrt. Für vierzehn weitere Jahre war er häufig Berater der Weltbank und für Hilfsorganisationen. Er reiste viel und war dabei nicht nur auf dem Agrarsektor tätig, sondern auch als Naturschützer und Ornithologe. 1973 promovierte er zum Ph.D. an der St. Andrews University. Brown begann seine ornithologische Arbeit in Kenia mit Pelikanen und Flamingos, ab 1947 wurden jedoch die Greifvögel, speziell die Adler, sein bevorzugtes Studienobjekt. 1942 wurde Brown zum Mitglied der British Ornithologists’ Union gewählt, für dessen Journal Ibis er ab 1948 zahlreiche Beiträge verfasste. 1980 wurde er korrespondierendes Mitglied der BOU. Daneben war er Mitglied der East African Wild Life Society sowie Präsident der East African Natural History Society.
Zwischen 1970 und seinem Tod publizierte Brown über ein Dutzend Bücher, darunter Eagles (1970, deutsch: Die Welt der Tiere: Adler), The Bird-watcher’s Book (1974) und British Birds of Prey (1976). In der zweiten Hälfte der 1970er Jahre war Brown drei Monate in Somalia inhaftiert, weil sein Flugzeug unerlaubt die Grenze überflog. Darüber schrieb er 1979 das Werk Encounters with Nature. Brown starb im August 1980 an einem Herzanfall, im November 1980 kam sein Sohn Charles bei einem Autounfall ums Leben.

## Werke
- Eagles, Hawks and Falcons of the World (2 Bände, mit Dean Amadon; illustriert von David Morrison Reid Henry), 1968
- Eagles (deutsch: Die Welt der Tiere: Adler), 1970
- African Birds of Prey, 1970
- The mystery of the Flamingos, 1973
- Conservation for survival: Ethiopia's choice, 1973
- The Bird-watcher’s Book, 1974
- British Birds of Prey, 1976
- Birds of the African Waterside, paintings by Réna Fennessy. Collins, London 1979, ISBN 0-00-216-079-X
- African Fish Eagle, 1980
- The breeding seasons of East African birds, 1980
- Birds of Prey of the World (deutsch: Die Greifvögel der Welt Ein farbiger Führer zur Bestimmung der Ordnung Falconiformes (mit Friedhelm Weick)), 1980
- The Birds of Africa, Band 1, (mit Emil K. Urban, Kenneth B. Newman, Martin Woodcock und Peter Hayman), 1982 (posthum)